# وفيات 2003
قائمة بأشخاص بارزين رحلوا في سنة 2003.

|  |

## وفيات يناير
13
- نجاح العبد الله، 63، ممثلة سورية

18
- إد فرحات، 78، مصارع أمريكي عربي.

20
- شريف صبري، 54، ممثل مصري.

26
- آنا ماري شيمل، 80، مستشرقة ألمانية.

## وفيات فبراير
11
- علاء ولي الدين، 39، ممثل مصري.

13
- عبد القادر البدري، 81، رئيس وزراء ليبي.

21
- نيللي مظلوم، 77، ممثلة مصرية.

23
- عبد الغني العطري، 84، كاتب وصحفي سوري

## وفيات مارس
8
- إبراهيم المقادمة، 50، كاتب وعضو في حركة حماس الفلسطينية.

16
- راشيل كوري، 23، ناشطة أمريكية.

24
- حسين كمال، 68، مخرج مصري.

27
- محمد توفيق، 94، ممثل مصري.

## وفيات أبريل
8
- طارق أيوب، 34، صحفي فلسطيني.

12
- ماجد أفيوني، 70، ممثل لبناني.

## وفيات مايو
4
- فهد بن سعيد، فنان سعودي

15
- جون كارتر، 73، مغنية أمريكية.

18
- زوزو حمدي الحكيم، 90، ممثلة مصرية.

24
- تحية حليم، 83، فنانة تشكيلية مصرية.

31
- سمير سرور، 70، عازف ساكسفون مصري.

## وفيات يونيو
7
- محمد عبد الغني الجمسي، 81، مشير مصري.

12
- غريغوري بيك، 87، ممثل أمريكي.

26
- مارك فيفيان فويه، 28، لاعب كرة قدم كاميروني.

29
- كاثرين هيبورن، 96، ممثلة أمريكية.

## وفيات يوليو
9
- كمال الطويل، 81، موسيقار مصري.

22
- عدي؛ 39، وقصي؛ 37، أبناء الرئيس العراقي السابق صدام حسين.

27
- بوب هوب، 100، ممثل أمريكي.

## وفيات أغسطس
14
- هيلموت ران، 73، لاعب كرة قدم ألماني.

21
- إسماعيل أبو شنب، 53، قيادي في حركة حماس الفلسطينية.

24
- أمينة رزق، 93، ممثلة مصرية.

29
- محمد باقر الحكيم، 64، رجل دين عراق.

30
- تشارلز برونسون، 81، ممثل أمريكي.

## وفيات سبتمبر
11
- آنا ليند، 46، وزيرة سويدية.

12
- جوني كاش، 71، مغني أمريكي.

13
- منى أبو النصر، 50، مخرجة مصرية.

25
- عقيلة الهاشمي، 50، سياسية عراقية.
- إدوارد سعيد، 67، مفكر أمريكي عربي.
- فرانكو موديلياني، 85، اقتصادي أمريكي.

28
- إيليا كازان، 94، مخرج أمريكي.

29
- راؤول فيتالي، 75، باحث موسيقي سوري

## وفيات أكتوبر
5
- بكر الشدي، 38، ممثل السعودية.

13
- برترام بروكهاوس، 85، فيزيائي كندي حاز على جائزة نوبل للفيزياء.

14
- المختار ولد داداه، 78، رئيس موريتانيا الأسبق.

## وفيات نوفمبر
3
- رسول حمزاتوف، 80، شاعر داغستاني.

24
- لؤي الأتاسي، 77، رئيس سوريا الأسبق.

25
- ماري كويني، 87، ممثلة مصرية.

28
- ذكرى، 37، مغنية تونسية.
- طلال الرشيد، 41، شاعر سعودي.

## وفيات ديسمبر
12
- فدوى طوقان، 86، شاعرة فلسطينية.

29
- أحمد صدقي الدجاني، 77، مؤرخ فلسطيني.